# BP
|  | «BP» redirigeix aquí. Vegeu-ne altres significats a «BP (desambiguació)». |

BP, plc (antigament denominada British Petroleum) és una companyia d'energia dedicada principalment al petroli i al gas natural, que té la seu a Londres, Anglaterra. És una de les companyies més grans del món (vuitè lloc, segons la revista estatunidenca Forbes) i és la tercera empresa més important dintre del sector del petroli i el gas, darrere de ExxonMobil i Royal Dutch Shell.
Encara que el principal motor de la companyia és el petroli i el gas, BP també dedica una part dels seus esforços al medi ambient oferint productes com plaques fotovoltaiques i altres. A més a més ha participat en moltes campanyes per a la protecció del medi ambient com la col·laboració que prestà amb la companyia de videojocs EA games per al llançament del joc Simcity societies.
Entre 1988 i 2015, BP va ser responsable de l'1,53% de les emissions de gasos d'efecte hivernacle industrials a nivell mundial.
BP va estar involucrada en diferents incidents mediambientals: l'Explosió de la refinería de Texas City de 2005, que va causar la mort de 15 treballadors i que va provocar una multa rècord per OSHA; el vessament de petroli més gran de Gran Bretanya, el naufragi del Torrey Canyon el 1967; i el vessament de petroli de Prudhoe Bay de 2006, el vessament de petroli més gran al vessant al North Slope, que va donar com a resultat una sanció civil de 25 milions de dòlars. La pitjor catàstrofe ambiental de BP va ser el vessament de petroli de Deepwater Horizon el 2010, el major alliberament accidental de petroli a les aigües marines de la història, que va filtrar uns 4,9 milions de barrils (780.000 m3) de petroli, causant greus conseqüències ambientals, econòmiques i per a la salut humana. i serioses repercussions legals i de relacions públiques per a BP, que van costar més de 4.500 milions de dòlars en multes i sancions, i 18.700 milions de dòlars addicionals en sancions i altres reclamacions relacionades amb la Clean Water Act, la resolució penal més gran de la història dels Estats Units.